# Danuta Haremska
Danuta Haremska (ur. 1954 w Poznaniu) – norweska artystka pochodzenia polskiego, zajmująca się rzeźbą, rysunkiem i instalacją. Profesora nadzwyczajna w Narodowej Akademii Sztuk Pięknych w Oslo (Kunsthøgskolen i Oslo). Członkini norweskich stowarzyszeń artystycznych.

## Życiorys
W latach 1975–1980 studiowała na Wydziale Malarstwa Grafiki i Rzeźby w Państwowej Wyższej Szkoły Sztuk Plastycznych w Poznaniu. W 1980 została pierwszą laureatką Konkursu im. Marii Dokowicz. Dzięki nagrodzie uzyskała możliwość udziału w zagranicznych wystawach w Niemczech, Włoszech oraz Norwegii.
W 1983 roku przeprowadziła się do Norwegii. Brała udział w wielu wystawach zbiorowych i indywidualnych. Istotną część działalności artystycznej Haremskiej stanowi twórczość medalierska. Artystka otrzymała liczne nagrody i wyróżnienia w tej dziedzinie, m.in. za medal pamiątkowy upamiętniający 150. rocznicę urodzin Edvard’a Grieg’a.

## Wystawy
(wymieniono ważniejsze)
- 1998 – Galeria U Jezuitów, Poznań, Polska[10]
- 2004 – Galeria Miejska Arsenał w Poznaniu, Polska
- 2007 – Kirkwood No. Gallery, Oslo, Nowegia
- 2010 – Gallery Semmingsen, Oslo, Nowegia
- 2010 – Gallery Skaarer, Lørenskog, Nowegia
- 2015 – Galleri Sundvolden & Galleri Semmingsen, Sundvollen, Nowegia[11]
- 2018 – Østlandsutstillingen, Trafo Kunsthall, Praga, Czechy[12]
- 2019 – Buskerud Kunstsenter, Drammen, Norwegia[13]
- 2025 – Oslo Open '25, Norwegia[6]